# Lost and Found (EP của IU)
Lost and Found là mini album debut tiếng Hàn của ca sĩ-nhạc sĩ và diễn viên Hàn Quốc IU. Được phát hành bởi LOEN Entertainment vào ngày 24 tháng 9 năm 2008. IU hợp tác với nhà viết lời và producer Choi Gap-won người đã phát hành vô số bản hit từ nhạc ballad đến nhạc dance, như là "Amnesia" của Gummy, "Incurable Disease" của Wheesung, "Toc Toc Toc" của Lee Hyori, và "I Hope I Never Run into You Again" của Jang Hye-jin, Lee Jong-hoon của Soul-Shop và ca sĩ Mario đã làm việc cho bài hát chính, "Lost Child".

## Background
MV cho "Lost Child" (Hangul: 미아; RR: Mia), feat.Thunder, được đăng tải thông qua kênh YouTube chính thức của LOEN Entertainment vào ngày 19 tháng 7 năm 2011, sau khi cô nổi tiếng lên sau thành công của "Good Day".

## Danh sách đĩa nhạc
| CD/Digital download | CD/Digital download                          | CD/Digital download         | CD/Digital download           | CD/Digital download |
| STT                 | Nhan đề                                      | Phổ lời                     | Phổ nhạc                      | Thời lượng          |
| ------------------- | -------------------------------------------- | --------------------------- | ----------------------------- | ------------------- |
| 1.                  | "Ugly Duckling" (미운 오리; Miun Ori)        | Choi Gap-won                | PJ                            | 3:28                |
| 2.                  | "Lost Child" (미아; Mia)                     | Choi Gap-won                | Min Woong-shik, Lee Jong-hoon | 3:42                |
| 3.                  | "You Know" (있잖아; Itjana, featuring Mario) | Seo Jeong-jin, Choi Gap-won | Kim Se-jin, Seo Jeong-jin     | 3:21                |
| 4.                  | "Feel So Good"                               | Choi Gap-won                | PJ, Kim Young-hwan            | 4:03                |
| 5.                  | "Every Sweet Day"                            | Lee Seung-min               | Choi Gap-won                  | 3:29                |
| 6.                  | "Lost Child (Instrumental)"                  |                             | Min Woong-shik, Lee Jong-hoon | 3:42                |
| Tổng thời lượng:    | Tổng thời lượng:                             | Tổng thời lượng:            | Tổng thời lượng:              | 21:45               |

## Giải thưởng
| Năm  | Giải thưởng                                   | Hạng muc           | Người nhận | Kết quả   |
| ---- | --------------------------------------------- | ------------------ | ---------- | --------- |
| 2008 | Ministry of Culture, Sports and Tourism Award | Power Rookie Award | IU         | Đoạt giải |

## Liên kết khác
- (tiếng Hàn) IU's official website Lưu trữ ngày 25 tháng 11 năm 2011 tại Wayback Machine
- Lost Child (Music video) trên YouTube